# Olimpin
Olimpin (daw. Olympin) – wieś w Polsce położona w województwie kujawsko-pomorskim, w powiecie bydgoskim, w gminie Nowa Wieś Wielka, nad Kanałem Noteckim. Nazwa wsi pochodzi od imienia Olimpii Skórzewskiej - córki właściciela ziemskiego klucza łabiszyńskiego.
W latach 1975–1998 miejscowość położona była w województwie bydgoskim.

## Położenie
Olimpin położony jest na Pałukach, na lewym brzegu Noteci na południowy zachód od Brzozy. Sołectwo Olimpin od północy graniczy poprzez Kanał Notecki z Przyłękami i Brzozą, z którą graniczy również od wschodu, a na południu z Kobylarnią. Przecina je z północy na południe droga wojewódzka nr 256 Brzoza - Mogilno. 
Pod względem fizyczno-geograficznym leży w obrębie Pradoliny Toruńsko-Eberswaldzkiej w mezoregionie Kotlina Toruńska i mikroregionie Dolina Kanału Noteckiego. 

## Charakterystyka
Olimpin do wieś sołecka położona na krawędzi rozległych łąk nadnoteckich porastających zatorfioną dolinę odpływu wód lodowcowych w Kotlinie Toruńsko-Bydgoskiej. W obrębie sołectwa oprócz łąk znajdują się także dwa kompleksy leśne porastające wzniesienia wydmowe – jeden w centralnej części sołectwa i drugi po wschodniej stronie, chroniony w rezerwacie leśnym Dziki Ostrów (dąbrowa świetlista). W północnej części sołectwo przylega do Nowego Kanału Noteckiego, który jest wyprostowanym korytem Noteci. W sąsiedztwie Kanału znajdują się odcięte starorzecza Noteci, stanowiące cenne ostoje przyrodnicze. 
Łącznie w sołectwie Olimpin jest 109 ha gruntów ornych (wyłącznie V i VI klasy bonitacyjnej), 152 ha łąk, 29 ha pastwisk oraz 266 ha lasów.
W Olimpinie znajduje się kilka obiektów ujętych w gminnej ewidencji zabytków. Są to dwa domy mieszkalne (Nadrzeczna 4, Łabiszyńska 2) oraz budynek gospodarczy (Nadrzeczna 4).  Na terenie wsi zlokalizowane są dwa nieczynne cmentarze ewangelickie.

## Historia
Z uwagi na położenie po zachodniej stronie Noteci, Olimpin w okresie staropolskim nie należał do powiatu bydgoskiego, lecz do jednostek administracyjnych i kościelnych związanych z Łabiszynem i Szubinem. Miejscowość należała do klucza łabiszyńskiego, w XVIII i XIX wieku zarządzanego przez ród Skórzewskich. 
Olimpin w 1772 roku w ramach I rozbioru Polski został włączony do Królestwa Prus i znalazł się w Obwodzie Nadnoteckim ze stolicą w Bydgoszczy. Miejscowość nie została odnotowana na mapie topograficznej Friedricha von Schröttera (1798–1802), co świadczy, że kolonizacja wsi miała miejsce dopiero w XIX wieku. 
Spis miejscowości rejencji bydgoskiej z 1833 r. podaje, że w kolonii Olimpin (powiat szubiński) mieszkało 73 osób (70 ewangelików, 3 katolików) w 16 domach. Miejscowość należała do parafii katolickiej i ewangelickiej w Łabiszynie.
W II połowie XIX wieku wieś na mapach oznaczano Olempino. Od wschodu sąsiadowała osada Wałownica (niem. Netzheim), a od południa Panoniewo (niem. Jungferwerder). Słownik geograficzny Królestwa Polskiego dla roku 1884 podaje, że w Olimpinie mieszkało 97 osób (92 ewangelików, 5 katolików) w 15 domach. Najbliższa poczta i stacja kolejowa znajdowała się w Chmielnikach. W tym samym czasie w Panoniewie  mieszkało 50 osób w 8 domach. 
Podczas powstania wielkopolskiego w pobliżu Olimpina toczyły się walki oddziałów polskich usiłujących zbliżyć się do Bydgoszczy. W nocy z 21 na 22 stycznia 1919 r. oddziały Pawła Cymsa i Jana Tomaszewskiego zajęły Brzozę, wyprzedzając spodziewaną ofensywę niemiecką. Dzień później teren odzyskał III batalion Grenschutzu, zaś do krwawej potyczki doszło w rejonie Antoniewa. Ostatecznie wieś znalazła się w granicach odrodzonej Polski 20 stycznia 1920 r. na mocy traktatu wersalskiego. 
W okresie międzywojennym wieś znajdowała się w obrębie powiatu szubińskiego. Najbliższa szkoła elementarna znajdowała się w Wałownicy.
10 kwietnia 1924 r. kard. Edmund Dalbor z fragmentów dotychczasowej parafii farnej w Bydgoszczy oraz parafii w Łabiszynie erygował parafię Wniebowzięcia Najświętszej Marii Panny w Brzozie-Przyłękach. W skład tej parafii weszła również wieś Olimpin. Na potrzeby parafii w latach 1934–1937 wybudowano w Brzozie nową świątynię według projektu Stefana Cybichowskiego.
Tuż przed II wojną światową na linii Nowe Smolno – Kobylarnia – Olimpin wybudowano okopy zaliczane do polskich pozycji obronnych z 1939 roku. Są one zlokalizowane od Łabiszyna, poprzez pałacyk w Brzozie-Mochyłkach, Jezioro Jezuickie, Piecki, Żółwin aż do Łęgnowa pod Bydgoszczą.
Od marca 1945 r. w skład gromady wiejskiej Olimpin wchodziła również Wałownica. Reforma administracyjna z 25 września 1954 r. zlikwidowała gminy i gminne rady narodowe, powołując w ich miejsce gromady wraz z gromadzkimi radami narodowymi. Miejscowość włączono wówczas do gromady Brzoza. W 1962 r. gromadę Brzoza zniesiono i przyłączono do gromady Nowa Wieś Wielka, z wyjątkiem miejscowości Prądki i Przyłęki, które znalazły się w gromadzie Białebłota. 
1 stycznia 1973 r. z gromady Nowawieś Wielka wykształciła się gmina Nowa Wieś Wielka. W 1962 roku w skład sołectwa Olimpin wchodziły: wieś Olimpin oraz osady Wałownica, Targowisko i Panoniewo.
Od 1 stycznia 1973 r. nazwę wsi zmieniono z „Olympin” na „Olimpin”. 18 grudnia 1980 r. z sołectwa wyłączono Wałownicę i przyłączono do sołectwa Brzoza. W latach 60. XX w. wieś została zelektryfikowana, a w 2000 roku doprowadzono wodociąg.

## Statystyka
Poniżej podano wybrane informacje statystyczne dotyczące wsi Olimpin na podstawie Banku Danych Lokalnych GUS.
Narodowy Spis Powszechny 2002 wykazał, że we wsi Olimpin mieszkało 290 osób w 90 gospodarstwach domowych. Wykształcenie wyższe lub średnie posiadało 29% populacji. We wsi znajdowały się 64 budynki z 76 mieszkaniami, z tego połowa posiadała 5 izb lub więcej. 29% mieszkań została wzniesiona przed 1945 rokiem. W latach 1989–2002 wzniesiono lub rozpoczęto budowy 68 domów. 
Narodowy Spis Powszechny 2011 odnotował 598 mieszkańców Olimpina. W 2013 r. działalność gospodarczą prowadziło 95 podmiotów, w tym 82 osób fizycznych, 12 osób prawnych, 3 spółki handlowe (1 z udziałem kapitału zagranicznego). Większość to małe i mikrofirmy. Tylko 3 zatrudniały powyżej 10 osób. 
W latach 2008–2013 oddano do użytku 46 mieszkań – wszystkie w budownictwie indywidualnym. Stanowiło to 12% nowych mieszkań wzniesionych w tym czasie w całej gminie.